# Том (Нідерланди)
Том (нід. Toom) — селище в нідерландській провінції Північний Брабант. Входить до муніципалітету Кранендонк.
Його площа становить 4,25 км², а населення станом на 2021 рік складало 355 осіб.
Перша згадка про населений пункт датується 1225 роком. Наразі у селищі нараховується близько 70 будинків.